# Grab The Moment
"Grab The Moment" er en sang fremført af JOWST featuring Aleksander Walmann som deltog i Eurovision Song Contest 2017. Sangen opnåede en 10. plads.
| Musik | Spire Denne musikartikel er en spire som bør udbygges. Du er velkommen til at hjælpe Wikipedia ved at udvide den. |